# 610-ті
Раннє Середньовіччя. Триває чума Юстиніана. У Східній Римській імперії  правив імператор Іраклій. Лангобардське королівство займало значну частину Італії. Франкське королівство, розділене між правителями з роду Меровінгів, об'єдналося під правлінням Хлотара II.  Іберію  займало Вестготське королівство.  В Англії тривав період гептархії. Авари та слов'яни утвердилися на Балканах.
У Китаї династія Тан змінила династію Суй. Індія роздроблена. В Японії триває період Ямато. У Персії править династія Сассанідів. Степову зону Азії та Східної Європи контролює Тюркський каганат, розділений на Східний та Західний.
На території лісостепової України в VI столітті виділяють пеньківську й празьку археологічні культури. VI століття стало початком швидкого розселення слов'ян. У Північному Причорномор'ї співіснують різні кочові племена, зокрема кутригури, утигури, сармати, булгари, алани, авари, тюрки.

## Події
- Упродовж десятиліття продовжувався наступ перської імперії Сассанідів на Візантійську імперію. Перси захопили Сирію, Єрусалим, Єгипет. З боку Балкан на Візантію чинили тиск авари й слов'яни.
- Імперія Сассанідів перемогла в другій персо-тюркській війні.
- У Франкському королівстві точилася боротьба між онуками Брунгільди Теодебертом II та Теодоріхом II, яка завершилася перемогою Теодоріха, але після його смерті владу захопив Хлотар II, об'єднавши королівство. Водночас з цього часу почала зростати роль мажордомів.
- 618 року правління династії Суй в Китаї завершилося з приходом до влади Гаоцзу, першого імператора з династії Тан.
- 615 — кінець понтифікату Папи Боніфація IV;
- 615–618 — понтифікат Папи Адеодата I;
- 619 — початок понтифікату Папи Боніфація V;